# Mercedes Álvarez de Flores
Mercedes Álvarez de Flores   (Bogotà, 1859 - Bogotà, 1950), també anomenada després Mercedes Álvarez de Velasco, noms de casada amb els que és coneguda Mercedes Álvarez Hurtado, va ser una escriptora colombiana.
Nascuda a Bogotà a finals de 1859, filla de la també escriptora Mercedes Hurtado de Álvarez. En l'àmbit personal, el 1880 es va casar amb l'advocat, escriptor, periodista, diplomàtic i polític Leonídas Flores. El 1888 va quedar-ne vídua. Uns anys més tard es va casar amb Enrique A. Velasco, natural de Cali, amb qui va tenir dos fills.
Va escriure un nombre important de composicions en vers per a diversos diaris de la capital colombiana. Les seves primeres obres de vegades van aparèixer a el Diario de Cundimarca i El Rocío sota el pseudònim «Tegualda». Després també va aparèixer a El Perú Ilustrado o en l'antologia Parnaso Colombiano. Moltes de les seves obres són de temàtica amorosa i vinculades a la relació amb el seu espòs; en són exemples els poemes titulats Amor, Ensueños, Celos o Venganza. Altres poesies de la seva autoria són En la agonía, Tragedia –dedicada a la seva filla Esther– o una amb motiu de la mort d'Alfons XII d'Espanya.
La seva obra va gaudir de fama a l'estranger i va merèixer els elogis d'altres escriptors de l'època com Juan Valera i Ricardo Palma.
Posteriorment, va passar a viure retirada a la seva casa als afores de Bogotà, on continuà la seva tasca com a escriptora.
Va morir a Bogotà el 1950.